# Adamo Ruggiero
Adamo Angelo Ruggiero (ur. 9 czerwca 1986 w Mississauga w prowincji Ontario) – kanadyjski aktor.
W serialu młodzieżowym Degrassi: Nowe pokolenie występuje jako Marco Del Rossi. Rola ta przyniosła mu cztery nominacje do Nagrody Młodych Artystów. W nadmienionym serialu ubiegał się początkowo o rolę Craiga Manninga, którą to ostatecznie otrzymał Jake Epstein.

## Życie prywatne
Jego rodzice, Tony i Amalia, są z pochodzenia Włochami. Ma starszego brata o imieniu Adriano. Podobnie jak jego filmowa postać, w życiu prywatnym jest gejem; coming outu dokonał w styczniu 2008 roku. Jest także bliskim przyjacielem aktorki Lauren Collins.

## Filmografia
- 2001: Degrassi: Nowe pokolenie jako Marco Del Rossi.
- 2009: Degrassi Goes Hollywood jako Marco Del Rossi.
- 2009: Tęczowych świąt! (Make the Yuletide Gay) jako Nathan Stanford.